# Shanti Venetiaan
Shanti Adensi Venetiaan (Paramaribo) is een Surinaams onderwijzer en politicus. In 2020 werd zij de eerste vrouwelijke voorzitter van de Anton de Kom Universiteit. In 2021 werd zij de hoogleraar wiskundige statistiek.

## Biografie
Venetiaan werd geboren in Uitvlugt, Paramaribo als dochter van Ronald en Liesbeth Venetiaan. Haar vader werd later president van Suriname. Na het J.C. de Miranda Lyceum te hebben doorlopen, vertrok ze naar Nederland om wiskunde te studeren aan de Universiteit Leiden. Nadat ze was geslaagd, vroeg haar begeleider of ze wilde promoveren bij de Universiteit van Amsterdam. Ze promoveerde in 1994, en werd de eerste doctor in de wiskunde van Suriname.
Venetiaan keerde terug naar Suriname en heeft kort voor de Centrale Bank van Suriname gewerkt. Er was geen wiskundefaculteit aan de Anton de Kom Universiteit, maar in 1997 werd ze docent wiskunde en statistiek. Ze was onderdirecteur geweest van de Institute for Graduate Studies & Research. In 2015 werd de Faculteit der Wis- en Natuurkundige Wetenschappen ingesteld. De faculteit begon heel klein met 40 studenten.
In 2019 werd ze voorzitter van de Surinaamse Vereniging van Wiskunde- en Rekenleraren. In 2020 stelde Venetiaan zich beschikbaar voor de Nationale Assemblée als lid van de Nationale Partij Suriname, maar werd niet verkozen.
Op 1 november 2020 werd Venetiaan de eerste vrouwelijke voorzitter van de Anton de Kom Universiteit, gedurende een termijn van vijf jaar. In 2021 werd zij de eerste hoogleraar wiskundige statistiek, en de vierde vrouwelijke hoogleraar  in de geschiedenis van Suriname.
- Mathematics Genealogy Project: 75867
- Nederlandse Thesaurus van Auteursnamen: 075099691
- Virtual International Authority File: 289272887
- WorldCat: E39PBJyGTDv9PdkMcDwm4Y8V4q